# Albert Hedderich
Albert Hedderich (n. 11 decembrie 1957, Mainz, Germania) este un canotor ce a reprezentat Germania, medaliat olimpic. A participat la o ediție a Jocurilor Olimpice (1984) în care a câștigat o medalie de aur.

## Participări
Lista de mai jos prezintă principalele competiții la care a participat Albert Hedderich de-a lungul carierei.
- rowing at the 1984 Summer Olympics – men's quadruple sculls[*][3]